# Catto
Catto Alves (Lajeado, 26 de setembro de 1987) é uma artista trans não binária, cantora, instrumentista, compositora, ilustradora e designer brasileira. Ganhou fama ainda muito jovem, com trabalhos voltados para a MPB, o samba e o tango moderno, mas com o tempo, avançou para outros gêneros, como o jazz, o rock e o bolero, entre outros.
Já dividiu o palco com artistas nacionais como Maria Bethânia, Elza Soares, Ney Matogrosso, Odair José, Marcelo Jeneci, Vanessa da Matta, Toquinho, Daniela Mercury, Zélia Duncan, Maria Gadú, Ana Carolina, Arnaldo Antunes, Nando Reis, Dzi Croquettes, entre outros.
Suas canções são conhecidas por constarem em trilhas sonoras de sucesso, como "Saga" (trilha da novela Cordel Encantado), "Quem É Você" (trilha da novela Sangue Bom), "Adoração" (trilha da novela Saramandaia) e "Flor da Idade" (trilha da novela Joia Rara).
Apesar de se definir com frequência como intérprete, é a compositora da maioria de seus sucessos, como “Saga”, "Adoração", "Lua Deserta", "Dias e Noites", "Torrente", "Depois de Amanhã", "Redoma" e "Roupa do Corpo". Compõe na maioria das vezes de forma solitária, mas já escreveu canções com artistas como Zélia Duncan, Tiê, Paulinho Moska, Bruno Capinan e Pedro Luís.

## Infância, estudos e primeiros trabalhos
Apesar de nascida em Lajeado, cresceu na capital gaúcha Porto Alegre. Ainda criança, cantava em bailes e festas com o pai e, numa de suas primeiras experiências, enfrentou uma plateia de três mil pessoas. Na adolescência, participou de algumas bandas com influências de rock. Em 2006 iniciou sua carreira solo e começou a se apresentar em bares e divulgar seu trabalho pela internet. Em 2008 montou com o diretor João Pedro Madureira o show "Ouro e Pétala", composto de voz, violão e palmas e se apresentou em teatros. Quando se viu pronta, lançou pela internet o EP "Saga" em 2009 para download gratuito, o que marcou o início de sua carreira profissional.
Formou-se em design pela ESPM-Sul. Em 2010, mudou-se para São Paulo e seu trabalho começou a ganhar mais visibilidade.

## Carreira

### 2011-2017:FôlegoeTomada
Em 2011 a música Saga entrou para a trilha sonora da novela Cordel Encantado. Catto assinou contrato com a gravadora Universal Music e gravou o seu primeiro álbum: "Fôlego". Em novembro de 2011 estreou a turnê "Fôlego" no Theatro São Pedro (Porto Alegre).
Catto é a autora da versão em português da música "No Me Compares" ("Não Me Compares"), composta originalmente em espanhol por Alejandro Sanz. A versão de Catto foi gravada pelo próprio Sanz e por Ivete Sangalo como parte da trilha sonora da novela Salve Jorge.
Em 2013, Catto lançou o primeiro DVD de sua carreira, intitulado Entre Cabelos, Olhos e Furacões, que também foi lançado em formato de CD ao vivo em edição da gravadora Universal Music. Os shows de lançamento aconteceram no Teatro Sesc Vila Mariana, em São Paulo, em 3 de agosto de 2013.
No dia 8 de setembro de 2015, foi lançado Tomada, seu segundo álbum de estúdio de forma independente pela Agência de Música e distribuído pela Radar Records. O show de lançamento do disco aconteceu em 14 de novembro de 2015, no Auditório Ibirapuera, em São Paulo. Dois dias antes do lançamento deste álbum, Catto se apresentou com a Orquestra Sinfônica e o Coro Lírico de Minas Gerais no Palácio das Artes em Belo Horizonte, onde foram executadas suas próprias músicas com arranjos compostos especialmente para essa apresentação.
Ainda em 2015, participou da canção "Trono de Estudar", composta por Dani Black em apoio aos estudantes que se articularam contra o projeto de reorganização escolar do governo estadual de São Paulo. A faixa teve a participação de outros 17 artistas brasileiros: Chico Buarque, Arnaldo Antunes (ex-Titãs), Tiê, Dado Villa-Lobos (Legião Urbana), Paulo Miklos (Titãs), Tiago Iorc, Lucas Silveira (Fresno), Zélia Duncan, Pedro Luís (Pedro Luís & A Parede), Fernando Anitelli (O Teatro Mágico), André Whoong, Lucas Santtana, Miranda Kassin, Tetê Espíndola, Helio Flanders (Vanguart), Felipe Roseno e Xuxa Levy.
Em 2016, grava o segundo episódio do programa Versões, do Canal Bis, interpretando grandes sucessos da cantora Cássia Eller, como "Gatas Extraordinárias", "Malandragem", "Relicário", "O Segundo Sol", entre outros. O show se transforma em turnê que Catto apresenta em uma série de cidades, como no aniversário da cidade de São Paulo, no Centro Cultural São Paulo e na Virada Cultural de 2017, onde a cantora se manifestou a favor das Diretas-Já.
No mesmo ano, sai em turnê ao lado de Simone Mazzer, dentro do Prêmio da Música Brasileira, com shows em homenagem a Gonzaguinha.
Em 2017, estreou a aclamada turnê "Over" na Casa Natura Musical, em São Paulo. Apesar do nome remeter a excessos, a apresentação tem formação musical minimalista: inclui apenas os vocais de Catto e os violões de Pedro Sá e Luís Felipe de Lima. A artista revisita canções de seus discos anteriores “Fôlego” e “Tomada”, como “Do Fundo do Coração”, “Saga”, “Adoração” e “Depois de Amanhã”, e apresenta releituras de canções de estilos variados. São versões do grupo de trip hop britânico Portishead, da cantora de música sertaneja Marília Mendonça e de Vinicius de Moraes. A turnê passou por São Paulo, Porto Alegre e Rio de Janeiro.
No mesmo ano, participa de uma série de shows dividindo o palco com nomes consagrados da música brasileira: Inauguração da Casa Natura Musical, em São Paulo, ao lado de Maria Bethânia, Vanessa da Matta, Johnny Hooker, Xenia França e Mestrinho. Homenagem a Vinicius de Moraes, no Espaço das Américas, ao lado de Toquinho e Daniela Mercury. Homenagem ao centenário de nascimento de Dalva de Oliveira, no Teatro J Safra em São Paulo, ao lado de cantores de diversos estilos e épocas da música brasileira – Angela Maria, Alaíde Costa, As Bahia e a Cozinha Mineira, Ayrton Montarroyos, Célia, Cida Moreira, Claudette Soares, Edy Star, Fafá de Belém, Marina de La Riva, Maria Alcina, Márcio Gomes, Tetê Espíndola, Veronica Ferriani e Virgínia Rosa. Homenagem a Cauby Peixoto no Bar Brahma, este sem a participação de outros cantores. Cauby havia citado ilipe Catto como um dos novos cantores que ele mais admirava.

### 2017-atualmente:CATTOe outros projetos
No dia 24 de novembro de 2017, lançou seu terceiro disco de estúdio, CATTO. O crítico Hagamenon Brito, do Correio da Bahia, elegeu CATTO o melhor disco da carreira de Catto e considerou a artista como a melhor cantora de sua geração. "Foi a descoberta do meu silêncio, do que era essencial após o fim de um casamento de sete anos, de mudança de casa, da minha chegada aos 30 anos. Profissionalmente, eu não precisava de um novo disco agora, mas tudo fluiu cinematograficamente para isso", disse Catto na entrevista para o crítico.
Com duas pré-estreias em Portugal e três shows esgotados no Sesc Vila Mariana, Catto lançou a turnê "O Nascimento de Vênus Tour", do disco CATTO, no início de 2018, com muitos elogios da crítica especializada.
Em março, levou a turnê aos Estados Unidos, com três shows no festival SxSW, em Austin, Texas. No site do evento, Catto foi descrito como “uma das grandes vozes do Brasil no Séc. XXI, como uma diva e algo entre Freddie Mercury e Maria Bethânia, entre o bolero e o rock glam moderno”.
Em abril, participou, ao lado da cantora Valeria (ex-Houston) e da Orquestra de Falcões, da abertura da 11ª Bienal do Mercosul, em Porto Alegre, cantando, entre outras músicas, o samba-enredo de 2018 da escola vice-campeã Tuiuti, em obra da artista Romy Pocztaruk e do músico Caio Amon.
No mesmo mês, leva "O Nascimento de Vênus Tour" - com duas apresentações - para Milão, na Itália, pela Be Brasil, durante a Semana de Design.
No dia 24 de abril, foi transmitida a terceira participação de Catto no programa Cultura Livre, apresentado pela jornalista Roberta Martinelli na TV Cultura, com a apresentação das músicas "Lua Deserta", "Canção de Engate", "Torrente", "É Sempre O Mesmo Lugar", "Eu Não Quero Mais", "Eva" e "Arco de Luz".
No dia 28 de maio, foi lançado o vídeo da música "Manifestação", em que 30 artistas cantam pelos 70 anos da Declaração Universal dos Direitos Humanos. Além de Catto, a lista dos artistas participantes é formada por Criolo, Pericles, Rael, Rico Dalasam, Paulo Miklos, As Bahias e a Cozinha Mineira, Luedji Luna, Rincon Sapiencia, Siba, Xenia França, Ellen Oleria, BNegao, Chico César, Paulinho Moska, Pretinho da Serrinha, Pedro Luis, Marcelino Freire, Ana Canãs, Marcelo Jeneci, Márcia Castro, Russo Passapusso, Larissa Luz, Ludmilla e Chico Buarque. Além dos cantores, a gravação contou a participação das atrizes Camila Pitanga, Fernanda Montenegro, Letícia Sabatella e Roberta Estrela D'Alva.
No dia 27 de julho, levou a turnê "O Nascimento de Vênus Tour" para o Festival de Inverno de Garanhuns (FIG 2018), se apresentando no Palco Principal, na mesma noite de Gaby Amarantos e Johnny Hooker. No dia seguinte, se apresentou no Festival Lula Livre, nos Arcos da Lapa, Rio de Janeiro, ao lado de artistas como Chico Buarque, Gilberto Gil, Beth Carvalho, Odair José, Marcelo Jeneci, Aíla, Gang 90, entre outros.
No segundo semestre, levou a nova turnê mais uma vez para Portugal (agosto) e também para a Espanha (outubro), Argentina (novembro) e Uruguai (novembro).
Ainda participou: de shows em homenagem a Nick Drake; foi uma das convidadas da cantora e compositora Badi Assad; e dividiu o palco duas vezes com Duda Beat, primeiro como convidada no show da cantora em São Paulo e, depois, retribuindo o convite em seu show no Rio de Janeiro. Fechou o ano com duas apresentações no evento SIM São Paulo.
Após shows em Porto Alegre e São Paulo, levou a turnê mais uma vez para a Espanha (março), com duas apresentações - uma delas no Naves Matadero, um dos principais palcos de Madrid.
Participou dos shows de retorno do icônico grupo Gang 90, no Sesc Pompeia, mesmo lugar em que voltou a fazer um show de tributo a David Bowie, com Leo Cavalcanti, Ritchie e outros convidados.
Em fevereiro, lançou o clipe "É Sempre o Mesmo Lugar", gravado um ano antes em Nova Iorque, cidade em que Catto viveu por um ano antes de iniciar a carreira.
Em abril, levou a turnê para o interior do Rio de Janeiro.
Desde o início da pandemia de coronavírus de 2020, apresenta o programa de karaokê Love Catto Live, no YouTube. Lá, Catto apresenta canções que gosta, desde clássicos do pop-rock dos anos 90, a clássicos da MPB dos 70 e até lançamentos recentes. Às vezes, faz especiais, como os de Madonna, Novelas, Lana del Rey, Alanis Morrissete, Rita Lee, entre outros.
Em 2021, transformou as lives num projeto audiovisual dirigido por ela e Juliana Robin, chamado Love Catto Live DELUXE. Foram sete episódios no YouTube com a participação virtual (devido à Pandemia da Covid-19) de grandes artistas amigos da cantora. Foram eles: "Cabelo de Pantera" (part. Johnny Hooker), "Portão de Cemitério" (part. Getúlio Abelha), "Brasil Chiquérrimo" (part. Marina Lima), "Garotas Barra-Pesada" (part. Letrux), "Como Uma Virgem Tocada Pela Primeira Vez - Especial Madonna" (part. Zelia Duncan), "Tabu Perigoso" (part. Tulipa Ruiz) e "6 Mulheres, 1 Bis", este último sem participação.
No mesmo ano, estrelou para o Instituto Moreira Salles o projeto audiovisual "Metamorfoses". O espetáculo de vídeo-arte fazia um diálogo direto com a exposição As metamorfoses, do IMS Paulista, a partir do trabalho da fotógrafa Madalena Schwartz, uma senhora de meia-idade e aparente esposa e mãe tradicional que, na década de setenta, retratou travestis e transformistas que movimentavam a contracultura na cidade de São Paulo. Com direção artística da própria Catto e Juliano Gentile, contou com as participações especiais de Maria Alcina, Alma Negrot e Ciro Barcellos.
Ainda em setembro de 2021, lançou o clipe "Arco de Luz", dirigido pela artista, Juliana Robin, Alma Negrot e Daguito Rodrigues, e gravado totalmente em casa, um ano antes, durante a quarentena da pandemia de coronavírus.
Estreou a versão ao vivo do projeto Love Catto Live, criado na pandemia, com três apresentações diferentes em três shows no Sesc Vila Mariana, em outubro de 2021. O espetáculo se repetiria em noite única em novembro, no Opinião de Porto Alegre. O show foi transmitido ao vivo e está disponível no canal de vídeos.
Em dezembro, lançou o single "Eva" nas plataformas digitais e estreou o showcumentário "O Nascimento de Vênus Tour" no Museu da Imagem e do Som de São Paulo (MIS-SP).

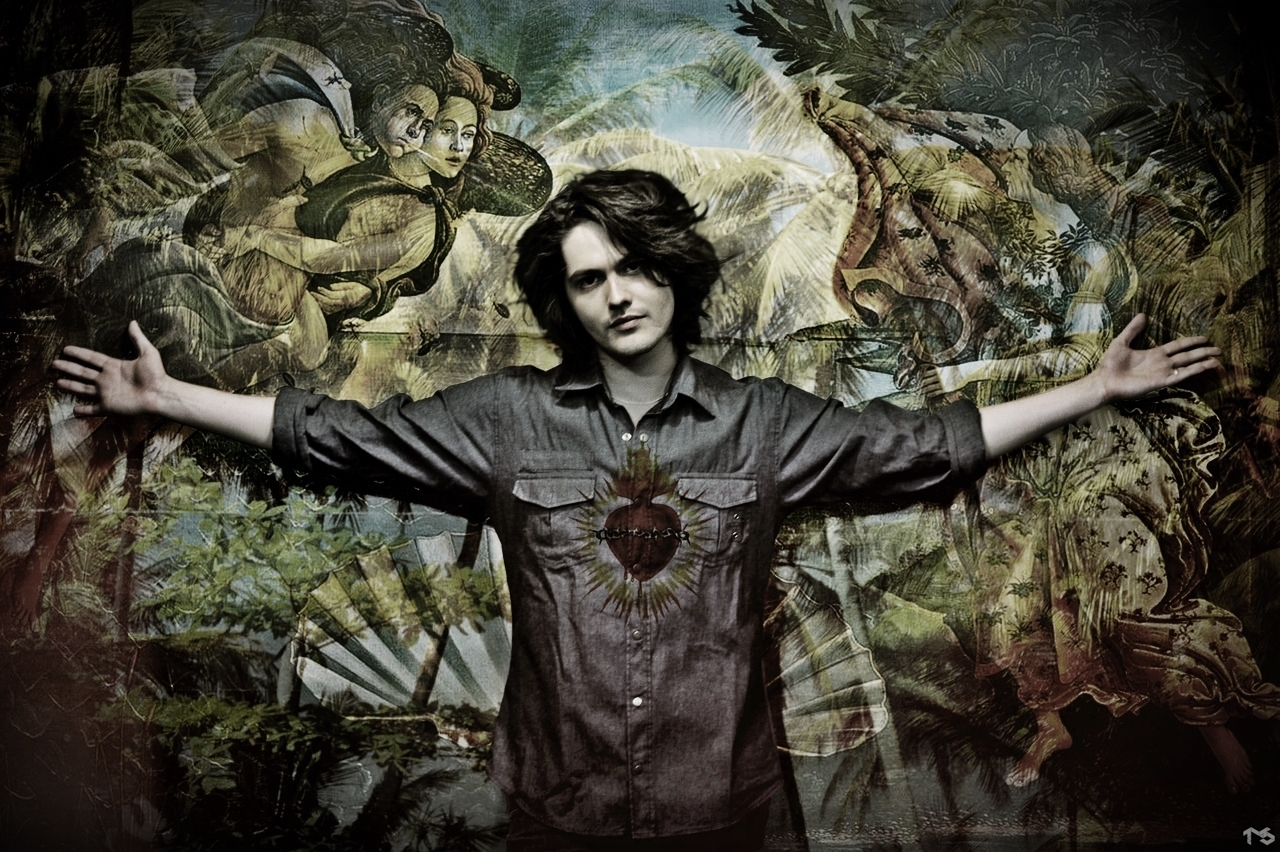
Catto, 2013 (foto: Thuany Santana/Flickr)

## Obra

### Discografia
| Ano  | Álbum                                     |
| ---- | ----------------------------------------- |
| 2009 | Saga (EP)                                 |
| 2011 | Fôlego                                    |
| 2013 | Entre Cabelos, Olhos e Furacões (ao vivo) |
| 2015 | Tomada                                    |
| 2017 | CATTO                                     |
| 2021 | O Nascimento de Vênus Tour (ao vivo)      |
| 2023 | Belezas são coisas acesas por dentro      |
| 2024 | Você Deve Acreditar No Que É Lindo        |

### Projetos Audiovisuais
| Ano  | Nome                                 | Direção                                  |
| ---- | ------------------------------------ | ---------------------------------------- |
| 2013 | Entre Cabelos, Olhos e Furacões      | Willand Pinsdorf                         |
| 2021 | Love Catto Live DELUXE               | Catto e Juliana Robin                    |
| 2021 | Metamorfoses                         | Catto e Juliano Gentile                  |
| 2021 | O Nascimento de Vênus Tour           | Catto, Daguito Rodrigues e Juliana Robin |
| 2023 | Belezas São Coisas Acesas Por Dentro | Catto e Juliana Robin                    |

### Singles
- "Adoração" (2011)
- "Flor da Idade" (2013)
- "Eu Te Amo (And I Love Her)" (2013)
- "Dias e Noites" (2015)
- "Paloma Negra" (2016)
- "Eu Não Quero Mais" (2017)
- "Canção de Engate" (2017)
- "O Xote das Meninas" (2020)
- "Postal de Amor" feat. Daniel Peixoto (2020)
- "Abissal" feat. Dani Lopez (2020)
- "Maysa" (2021)
- "Já Faz Tanto Tempo" (2021)
- "Tentei Ser Feliz (Fiz Tudo Que Pude)" (2021)
- "Eva - Vênus Ao Vivo" (2021)
- "Torrente - Vênus Ao Vivo" (2021)

### Videoclipes
- "Dias e Noites" - dir. Fernanda Rotta e Rodrigo Pesavento (2015) [43]
- "Do Fundo do Coração" - part. Dzi Croquettes - dir. Marcos Mello Cavallaria e Ciro Barcellos (2017) [44]
- "Lua Deserta" - dir. Marcos Mello Cavallaria (2017)[45]
- "Canção de Engate" - dir. Joana Linda (2018)[46]
- "É Sempre o Mesmo Lugar" - dir. Daguito Rodrigues (2019)
- "Eu Não Quero Mais" - dir. Ismael Caneppele (2019)
- "Um Nota Um" - dir. Couple of Things (2019)
- "Faz Parar" - dir. Romy Pocztaruk e Livia Pasqual (2019)
- "Arco de Luz" - dir. Catto, Juliana Robin, Alma Negrot e Daguito Rodrigues (2021)[47]

### DVDs
- "Entre Cabelos, Olhos e Furacões (ao vivo)" - dir. Willand Pinsdorf (2013)

### Vídeo-Álbuns
- "CATTO + MÉLIÈS" - dir. Daguito Rodrigues e Catto (2018)

### Participação em trilhas sonoras
- "Saga" em Cordel Encantado (2011)
- "Quem É Você" Sangue Bom (2013)
- "Adoração" Saramandaia (2013)
- "Flor da Idade" Joia Rara (2013)
- "Redoma" Linda, uma História Horrível (2014)
- "Dois Perdidos" Nós Duas Descendo a Escada (2015)[48]
- "Teu Quarto" Rosa (2018)[49]
- Trilha Sonora de Nós (2020)
- "Coração Radiante" em Beleza Fatal (2025)

## Turnês
- "Saga" (2009-2011)
- "Fôlego" (2011-2013)[50]
- "Entre Cabelos, Olhos e Furacões" (2013-2015)[51]
- "Coração Intransitivo", com Célia e Márcia Castro (2015)[52]
- "Tomada" (2015-2017)[53]
- "Catto Canta Cássia" (2015-2017)
- "Catto & Simone Mazzer" (2016)
- "Over" (2017)[54]
- "O Nascimento de Vênus Tour" (2018-2020)[55]
- ”Vênus Unplugged - Voz&Violão” (2019-atualmente)
- "Persona: Catto & Johnny Hooker" (2019)[56]
- "Love Catto Live Show" (2021-2022)[57]
- "Saga 20 22" (2022)
- "Belezas São Coisas Acesas Por Dentro" (2023-2024)

### Turnê "Over" (2017)
| Cidade             | Local               | Data                  |
| ------------------ | ------------------- | --------------------- |
| São Paulo, SP      | Casa Natura Musical | 29 de Junho de 2017   |
| Porto Alegre, RS   | Theatro São Pedro   | 2 de Setembro de 2017 |
| Porto Alegre, RS   | Theatro São Pedro   | 3 de Setembro de 2017 |
| Rio de Janeiro, RJ | Teatro Rival        | 12 de Outubro de 2017 |
| São Paulo, SP      | Sesc Bom Retiro     | 28 de Outubro de 2017 |
| São Paulo, SP      | Sesc Bom Retiro     | 29 de Outubro de 2017 |

### Turnê "O Nascimento de Vênus Tour" (2018-2020)
| Cidade                  | Local                           | Data                    |
| ----------------------- | ------------------------------- | ----------------------- |
| La Serena, Uruguai      | Festival Serenadas              | 3 de Janeiro de 2018    |
| Estarreja, Portugal     | Cine Teatro de Estarreja        | 20 de Janeiro de 2018   |
| Lisboa, Portugal        | O Apartamento                   | 23 de Janeiro de 2018   |
| São Paulo, SP           | Sesc Vila Mariana               | 2 de Fevereiro de 2018  |
| São Paulo, SP           | Sesc Vila Mariana               | 3 de Fevereiro de 2018  |
| São Paulo, SP           | Sesc Vila Mariana               | 4 de Fevereiro de 2018  |
| Austin, EUA             | SxSW: Convention Center         | 12 de Março de 2018     |
| Austin, EUA             | SxSW: Fogo de Chão Rooftop      | 13 de Março de 2018     |
| Austin, EUA             | SxSW: Sheraton Backyard         | 14 de Março de 2018     |
| São Paulo, SP           | Apex Pocket Show                | 28 de Março de 2018     |
| São Paulo, SP           | Casa Natura Musical             | 12 de Abril de 2018     |
| Milão, Itália           | Be Brasil Milão                 | 16 de Abril de 2018     |
| Milão, Itália           | Semana de Design de Milão       | 17 de Abril de 2018     |
| Osasco, SP              | Sesc Osasco                     | 19 de Abril de 2018     |
| São Paulo, SP           | CCBB (*part. Maria Gadú)        | 14 de Maio de 2018      |
| Belo Horizonte, MG      | CCBB (*part. Maria Gadú)        | 18 de Maio de 2018      |
| São Paulo, SP           | Varanda da Casa de Francisca    | 20 de Maio de 2018      |
| São Paulo, SP           | Sesc Belenzinho                 | 1 de Junho de 2018      |
| São Paulo, SP           | Sesc Belenzinho                 | 2 de Junho de 2018      |
| São Paulo, SP           | Sesc Belenzinho                 | 3 de Junho de 2018      |
| São Paulo, SP           | Sesc Pompéia                    | 8 de Junho de 2018      |
| São Paulo, SP           | Show No Inferninho (Secretinho) | 13 de Junho de 2018     |
| Garanhuns, PE           | FIG 2018 - Palco Principal      | 27 de Julho de 2018     |
| Rio de Janeiro, RJ      | Arcos da Lapa                   | 28 de Julho de 2018     |
| Almada, Portugal        | Festival O Sol da Caparica      | 16 de Agosto de 2018    |
| São Paulo, SP           | Mundo Pensante                  | 30 de Agosto de 2018    |
| São Paulo, SP           | Centro Cultural da Juventude    | 16 de Setembro de 2018  |
| Lajeado, RS             | Volúpia                         | 19 de Setembro de 2018  |
| Porto Alegre, RS        | POA Em Cena: Agulha             | 20 de Setembro de 2018  |
| Florianópolis, RS       | Balaio de Gato                  | 22 de Setembro de 2018  |
| Madrid, Espanha         | Sofar Sounds Madrid             | 3 de Outubro de 2018    |
| Madrid, Espanha         | Casa de America                 | 6 de Outubro de 2018    |
| Madrid, Espanha         | Sofar Sounds Madrid             | 7 de Outubro de 2018    |
| Belo Horizonte, MG      | Autêntica                       | 18 de Outubro de 2018   |
| São Paulo, SP           | Centro da Terra                 | 31 de Outubro de 2018   |
| São Paulo, SP           | Bona                            | 16 de Novembro de 2018  |
| Montevidéu, Uruguai     | Origami Music Fest              | 22 de Novembro de 2018  |
| Buenos Aires, Argentina | La Confitería                   | 23 de Novembro de 2018  |
| Buenos Aires, Argentina | Feliza                          | 24 de Novembro de 2018  |
| Rio de Janeiro, RJ      | Theatro Net Rio                 | 5 de Dezembro de 2018   |
| São Paulo, SP           | SIM 2018 - CCSP                 | 6 de Dezembro de 2018   |
| São Paulo, SP           | SIM 2018 - Teatro Brincante     | 7 de Dezembro de 2018   |
| Porto Alegre, RS        | Casa Manancial                  | 7 de Janeiro de 2019    |
| São Paulo, SP           | Sesc Santo Amaro                | 9 de Fevereiro de 2019  |
| Madrid, Espanha         | Matadero                        | 14 de Março de 2019     |
| Madrid, Espanha         | Basik Sessions                  | 16 de Março de 2019     |
| Rio de Janeiro, RJ      | SESI Centro                     | 10 de Abril de 2019     |
| Campos, RJ              | SESI Campos                     | 11 de Abril de 2019     |
| Macaé, RJ               | SESI Macaé                      | 12 de Abril de 2019     |
| Itaperuna, RJ           | SESI Itaperuna                  | 13 de Abril de 2019     |
| São Paulo, SP           | Sesc Itaquera                   | 18 de Abril de 2019     |
| Caxias, RJ              | SESI Caxias                     | 27 de Abril de 2019     |
| São Paulo, SP           | Casa Natura Musical             | 3 de Maio de 2019       |
| São Paulo, SP           | Virada Cultural de São Paulo    | 16 de Maio de 2019      |
| São Paulo, SP           | Festival Lula Livre             | 2 de Junho de 2019      |
| São Paulo, SP           | Bona                            | 20 de Junho de 2019     |
| São Paulo, SP           | Bona                            | 21 de Junho de 2019     |
| São Paulo, SP           | Ocupação 9 de Julho             | 30 de Junho de 2019     |
| Santos, SP              | Sesc Santos                     | 19 de Julho de 2019     |
| Filadélfia, EUA         | Brazil Summerfest               | 25 de Julho de 2019     |
| Washington DC, EUA      | Sofar Sounds                    | 28 de Julho de 2019     |
| New York, EUA           | Poisson Rouge                   | 30 de Julho de 2019     |
| New York, EUA           | Joe's Pub                       | 6 de Agosto de 2019     |
| São Paulo, SP           | Sesc Bom Retiro                 | 10 de Agosto de 2019    |
| São Paulo, SP           | Sesc Bom Retiro                 | 11 de Agosto de 2019    |
| Barcelona, Espanha      | Fnac                            | 6 de Setembro de 2019   |
| Barcelona, Espanha      | Dia de Brasil Oficial           | 8 de Setembro de 2019   |
| Lisboa, Portugal        | Rua das Pretas                  | 19 de Setembro de 2019  |
| Vic, Espanha            | Mercat                          | 20 de Setembro de 2019  |
| Vitória, ES             | Praça Costa Pereira             | 5 de Outubro de 2019    |
| Salvador, BA            | Toca                            | 18 de Outubro de 2019   |
| Aracaju, SE             | Che Bar                         | 19 de Outubro de 2019   |
| Recife, PE              | Estelita                        | 20 de Outubro de 2019   |
| São Paulo, SP           | GQ Vozes, Tivoli Mofarrej       | 29 de Outubro de 2019   |
| Fortaleza, CE           | Dragão do Mar                   | 8 de Novembro de 2019   |
| Buenos Aires, Argentina | Casa Brandon                    | 13 de Novembro de 2019  |
| Montevidéu, Uruguai     | Teatro Solis                    | 14 de Novembro de 2019  |
| Montevidéu, Uruguai     | Splendido Hotel                 | 14 de Novembro de 2019  |
| Montevidéu, Uruguai     | 11y11 Cafe                      | 14 de Novembro de 2019  |
| Buenos Aires, Argentina | Circe                           | 16 de Novembro de 2019  |
| São Paulo, SP           | Pardieiro: Mundo Pensante       | 30 de Novembro de 2019  |
| São Paulo, SP           | C.Cultural da Diversidade       | 7 de Dezembro de 2019   |
| São Paulo, SP           | C.Cultural da Penha             | 15 de Dezembro de 2019  |
| São Paulo, SP           | C.Cultural da Juventude         | 19 de Dezembro de 2019  |
| São Paulo, SP           | C.Cultural da Vila Formosa      | 21 de Dezembro de 2019  |
| La Serena, Uruguai      | Festival Serenadas              | 3 de Janeiro de 2020    |
| São Paulo, SP           | Bona Pinheiros                  | 11 de Janeiro de 2020   |
| São Paulo, SP           | Bona Pinheiros                  | 12 de Janeiro de 2020   |
| Recife, PE              | Praça do Arsenal                | 15 de Fevereiro de 2020 |
| São Paulo, SP           | SESC Pinheiros                  | 13 de Março de 2020     |

### Turnê "Persona: Catto & Johnny Hooker" (2019)
| Cidade        | Local               | Data                 |
| ------------- | ------------------- | -------------------- |
| São Paulo, SP | Casa Natura Musical | 31 de Agosto de 2019 |

### Turnê "Love Catto Live Show" (2021-atualmente)
| Cidade           | Local             | Data                    |
| ---------------- | ----------------- | ----------------------- |
| São Paulo, SP    | Sesc Vila Mariana | 29 de outubro de 2021   |
| São Paulo, SP    | Sesc Vila Mariana | 30 de outubro de 2021   |
| São Paulo, SP    | Sesc Vila Mariana | 31 de outubro de 2021   |
| Porto Alegre, RS | Opinião           | 24 de novembro de 2021  |
| Piracicaba, SP   | Sesc São Paulo    | 15 de janeiro de 2022   |
| São Paulo, SP    | Sesc Belenzinho   | 12 de fevereiro de 2022 |
|                  |                   |                         |

## Prêmios e indicações

### Prêmio da Música Brasileira 2024
| Ano  | Categoria           | Indicação                                    | Resultado |
| ---- | ------------------- | -------------------------------------------- | --------- |
| 2024 | Lançamento Pop/Rock | Catto "Belezas São Coisas Acesas Por Dentro" | Indicada  |

| Ano  | Categoria           | Indicação                                    | Resultado |
| ---- | ------------------- | -------------------------------------------- | --------- |
| 2024 | Intérprete Pop/Rock | Catto "Belezas São Coisas Acesas Por Dentro" | Indicada  |

### Prêmio Arcanjo de Cultura
| Ano  | Categoria | Indicação                                    | Resultado |
| ---- | --------- | -------------------------------------------- | --------- |
| 2023 | Música    | Catto "Belezas São Coisas Acesas Por Dentro" | Venceu    |

### Prêmio Grão de Música
| Ano  | Categoria             | Indicação | Resultado |
| ---- | --------------------- | --------- | --------- |
| 2022 | Prêmio Grão de Música | Catto     | Venceu    |

### Music Video Festival
| Ano  | Categoria                                  | Indicação      | Resultado |
| ---- | ------------------------------------------ | -------------- | --------- |
| 2021 | Melhor Video Nacional em Formato Estendido | "Metamorfoses" | Indicado  |

### LiftOff Sessions Pinewood Studios (UK)
| Ano  | Categoria                      | Indicação      | Resultado |
| ---- | ------------------------------ | -------------- | --------- |
| 2021 | Melhor Longa-Metragem (Música) | "Metamorfoses" | Venceu    |
| 2021 | Melhor Curta-Metragem (Música) | "Arco de Luz"  | Indicado  |

### Troféu APCA
| Ano  | Categoria      | Indicação                              | Resultado |
| ---- | -------------- | -------------------------------------- | --------- |
| 2015 | Artista do Ano | Catto                                  | Indicado  |
| 2023 | Álbum do Ano   | "Belezas São Coisas Acesas Por Dentro" | Indicado  |

### Festival Internacional de Cinema de Gramado
| Ano  | Categoria               | Indicação | Resultado |
| ---- | ----------------------- | --------- | --------- |
| 2014 | Melhor Canção: "Redoma" | Catto     | Venceu    |

### Prêmio da Música Brasileira
| Ano  | Categoria                     | Indicação                              | Resultado |
| ---- | ----------------------------- | -------------------------------------- | --------- |
| 2012 | Melhor Cantor de MPB          | Catto                                  | Indicado  |
| 2012 | Revelação do Ano              | Catto                                  | Indicado  |
| 2024 | Melhor Intérprete de Pop/Rock | Catto                                  | Indicada  |
| 2024 | Lançamento de Pop/Rock        | "Belezas São Coisas Acesas Por Dentro" | Indicada  |

### Prêmio Contigo! MPB FM
| Ano  | Categoria             | Indicação | Resultado |
| ---- | --------------------- | --------- | --------- |
| 2012 | Artista "Faro" do Ano | Catto     | Venceu    |
| 2012 | Melhor Cantor         | Catto     | Indicado  |

### Prêmio Açorianos
| Ano  | Categoria         | Indicação                        | Resultado |
| ---- | ----------------- | -------------------------------- | --------- |
| 2009 | Revelação         | Catto                            | Venceu    |
| 2011 | Intérprete de MPB | Catto                            | Venceu    |
| 2011 | Disco de MPB      | Fôlego                           | Venceu    |
| 2011 | Compositor de MPB | Catto                            | Indicado  |
| 2011 | Projeto Gráfico   | Catto e Geysa Adnet (por Fôlego) | Indicado  |

### Outros
- 2011 - Melhor Música ("Adoração") - 10º lugar - Melhores Músicas de 2011 - Revista Rolling Stone[64]
- 2011 - Melhores do Ano - UOL Música[65]
- 2012 - 1o Lugar entre os 10 Melhores Cantores Brasileiros dos Últimos 10 anos – Blog Mais Cultura Brasileira
- 2014 - Melhor Música ("Redoma") - Mostra Gaúcha do 42º Festival de Cinema de Gramado, pelo filme Linda, uma História Horrível[66]
- 2015 - Melhor Cantor - Revista Quem[67]
- 2015 - Melhores Discos de 2015 (Tomada) - Música Inspira[68]
- 2015 - Melhores Discos de 2015 (Tomada) - Move That Jukebox[69]
- 2016 - Melhor Cantor - Revista Feminino e Além
- 2016 - Melhor Show (Turnê Tomada) - 2º lugar - Festival Vento[70]
- 2017 - Top5 Virais Brasil do Spotify (Single "Eu Não Quero Mais")
- 2017 - Melhor Cantor Alternativo - Prêmio Radiola 2017[71]
- 2017 - Melhor Disco do Ano (CATTO) - Popland/Correio da Bahia[72]
- 2017 - Melhor Disco do Ano (CATTO) - Central da MPB[73]
- 2017 - Melhores Discos do Ano (CATTO) - Napster[74]
- 2017 - Melhores Discos do Ano (CATTO) - Capuccino Pop[75]
- 2017 - Melhores Discos do Ano (CATTO) - 505 Indie[76]
- 2017 - Melhores Discos do Ano (CATTO) - Embrulhador[77]
- 2017 - Melhores Discos do Ano (CATTO) - Página Dois[78]
- 2017 - Melhores Discos do Ano (CATTO) - Audiograma[79]
- 2017 - Melhores Discos do Ano (CATTO) - Scream&Yell[80]
- 2017 - Melhores Discos do Ano (CATTO) - CoisaPop[81]
- 2017 - Melhores Videoclipes de 2017 ("Lua Deserta")[82]
- 2017 - Melhores Capas de 2017 (CATTO)[83]
- 2017 - Melhores Singles do Ano ("Eu Não Quero Mais")[74]
- 2017 - Melhores Músicas do Ano ("Faz Parar")[84]
- 2017 - 20 Melhores Singles do Ano ("Lua Deserta" e "Do Fundo do Coração")[85]
- 2017 - 30 Melhores Singles do Ano ("Eu Não Quero Mais")[81]
- 2017 - 50 Melhores Músicas do Ano ("Eu Não Quero Mais")[79]
- 2017 - 100 Melhores Músicas do Ano ("Torrente") - Timbre[86]
- 2017 - 100 Melhores Músicas do Ano ("Canção de Engate") - Embrulhador[87]
- 2018 - 50 Melhores Clipes do Ano ("Canção de Engate") - Pipoca Moderna[88]
- 2018 - 50 Melhores Clipes do Ano ("Canção de Engate") - MultimodoBR[89]
- 2019 - Melhores Clipes do Ano ("Eu Não Quero Mais") - Hits Perdidos
- 2019 - Seleção oficial do First-Time Filmakers Sessions ("É Sempre O Mesmo Lugar")[90] - Pinewood Studios
- 2019 - Seleção oficial do Music Shorts Film Festival ("É Sempre O Mesmo Lugar")[91]
- 2019 - Seleção oficial do VISIBLE - Festival de Cine LGBTQ+ ("Eu Não Quero Mais")[92] - VISIBLE
- 2021 - Seleção oficial do Lift-Off Sessions ("Metamorfoses"): VENCEDOR - Pinewood Studios
- 2021 - Seleção oficial do Lift-Off Sessions ("Arco de Luz") - Pinewood Studios
- 2021 - Melhores Músicas do Ano ("Maysa") - Mauro Ferreira/G1[93]
- 2022 - Seleção oficial do Lift-Off Sessions ("O Nascimento de Vênus Tour") - Pinewood Studios
- 2023 - 1o Lugar em Vendas no Itunes Brasil ("Belezas São Coisas Acesas Por Dentro")
- 2023 - 50 Melhores Álbuns do Ano (“Belezas São Coisas Acesas Por Dentro”) - Revista Noize [94]
- 2023 - 4o Melhor Álbum do Ano (“Belezas São Coisas Acesas Por Dentro”) - PapelPop[95]
- 2023 - 50 Melhores Álbuns do Ano (“Belezas São Coisas Acesas Por Dentro”) - Música Instantânea [96]